# Real Jaén Club de Fútbol
Maillots
Actualités
Le Real Jaén Club de Futbol est un club espagnol de football basé à Jaén.

## Historique
| \| Jaén \| Emplacement de Jaén, en Espagne. |
| Jaén                                        |

- 1929 : fondation du club sous le nom de Sociedad Olímpica Jiennense
- 1947 : le club est renommé Real Jaén

## Anciens joueurs
- Adel Sellimi
- Claudio García
- Armando Fernández
- Urbano Ortega
- Juan Antonio Anquela
- Javier Ontiveros
- Florian Lejeune
- Carlos Domínguez
- Vicente del Bosque
- Ryang Yong-gi